# Grammaire de l'Académie française
La Grammaire de l'Académie française est la première grammaire publiée par l'Académie française en 1932. Sa rédaction a été dirigée par l'académicien Abel Hermant, aidé d'un ou de plusieurs prête-plumes inconnus. Elle a fait l'objet d'une seconde édition l'année suivante qui corrige les erreurs contenues dans la première,.
Première grammaire publiée depuis la création de l'institution en 1634 — alors que le Dictionnaire de l'Académie a connu sa 8e édition en 1932 —, l'Académie n'a depuis plus réédité de grammaire, tant celle-ci a fait l'objet de vives critiques, et ce en dépit du fait que ses statuts lui imposent de travailler à sa rédaction.

## Histoire

### Place de la grammaire à l'Académie
Les statuts de l'Académie tels qu'établis lors de sa fondation en 1635 prévoient qu'elle travaille à la composition d'« un dictionnaire, une grammaire, une rhétorique et une poétique » (art. XXVI). Alors que plusieurs éditions du Dictionnaire de l'Académie avaient paru, ce n'était toujours pas le cas de la grammaire ; quant à la rhétorique et la poétique, elles n'ont jamais été entreprises. Dans son allocution sur la grammaire de l'Académie, Abel Hermant précise : « [L'Académie] semble avoir renoncé à la Rhétorique et à la Poétique, qui ne sont plus au goût de notre temps : c’est une petite hardiesse que personne, j’imagine, ne lui reprochera. »
Une première tentative d'établir une grammaire avait précédemment été entreprise par un autre académicien : François-Séraphin Régnier-Desmarais (élu en 1670 à l'Académie, dont il devient le secrétaire perpétuel en 1683). Il publie en 1705 un Traité de la Grammaire françoise, qui n'est donc pas une grammaire générale, et qui parait sous son nom et non en celui de l'Académie,.
Dans les nouveaux statuts établis le 21 juin 1816, les objectifs de l'institution se font plus modestes. Seule la rédaction du Dictionnaire est formulée, et la grammaire, mentionnée à l'article 6, n'est plus qu'un thème de discussion : « des discussions sur tout ce qui tient à la grammaire, à la rhétorique, à la poétique, des observations critiques sur les beautés et les défauts de nos écrivains, […] et particulièrement la composition d’un nouveau dictionnaire de la langue, seront l’objet de ses travaux habituels »,.

### Rédaction et publication
« M. Abel Hermant fait une proposition touchant la rédaction et la publication d'une grammaire de l'Académie française. »

— Procès-verbal de la séance du 6 décembre 1928
La composition d'une grammaire par l'Académie est soutenue par Abel Hermant en décembre 1928. Il souhaite qu'elle soit conforme à celle décrite par Fénelon. Soumis au cours de la séance du 6 décembre 1928, le projet est adopté et officiellement annoncé au cours d'une séance extraordinaire le 20 décembre 1928. 
Une commission ad hoc est créée, composée de Joseph Bédier, Paul Valéry et Abel Hermant. Cependant il ne subsiste aucune trace des travaux de cette commission, ce qui rend impossible de connaître les conditions précises de la rédaction de la grammaire. Il est toutefois certain que c'est Abel Hermant qui en a dirigé la publication. Certains articles de presse indiquent qu'il a été aidé par un prête-plume inconnu, y compris des académiciens eux-mêmes. Jean-Paul Caput, dans le Que Sais-je ? qu'il a consacré à l'Académie, précise : « L'élaboration de l'ouvrage étant restée mystérieuse, l'on peut se demander s'il y eut un ou plusieurs auteurs, et éventuellement des rédacteurs. Officiellement, c'est l'œuvre de l'Académie, et non celle de telle ou telle personne particulière. En fait, il y eut des collaborateurs extérieurs, si l'on en croit F. Gaiffe, dans la Revue Universitaire en 193[2] : « Nul n'ignore que M. Abel Hermant en est le principal auteur, mais qu'il a fait appel a un ou plusieurs collaborateurs universitaires ». » Le procès-verbal de la séance du 7 avril 1932 indique que « M. Abel Hermant [a pris l'initiative de la Grammaire] et s'est chargé de préparer le travail dont les épreuves ont été soumises à tous les membres ».
La publication de l'ouvrage a lieu au mois d'avril 1932, durant lequel une souscription a été ouverte. C'est un très grand succès de librairie, puisque les 50 000 exemplaires sont vendus le jour même de sa parution, puis 100 000 dix jours plus tard,. Jean-Paul Caput explique cet accueil « triomphal » par quatre raisons : « le prestige de l'Académie ; l'intérêt des Français pour leur langue ; le souci encore très répandu de la pureté de celle-ci ; enfin, un phénomène de curiosité ».
Sur la vente de l'ouvrage, Abel Hermant reçoit 37.5 % de la somme que l'éditeur verse à l'Académie.
Cette première édition ayant fait l'objet de nombreuses critiques, elle est réimprimée corrigée en 1933. Toutefois cette seconde édition est qualifiée, sur sa page de titre, de nouvelle, et non de corrigée. L'Académie se justifie dans sa préface : « L'Académie, aussitôt après avoir publié la première édition de sa grammaire en a entrepris la révision, ainsi qu'elle a coutume de faire
pour le Dictionnaire de l'usage, dont le travail, selon sa tradition constante, doit être ininterrompu. »

## Éditions de la grammaire
- Grammaire de l'Académie française, Paris, Firmin-Didot et Cie, 1932, 253 p. (BNF 33406612)
  - Grammaire de l'Académie française : Nouvelle édition, Paris, Firmin-Didot et Cie, 1933, 264 p. (BNF 33406613)

## Structure de l'ouvrage
| Édition de 1932 | Édition de 1933 |
| --- | --------------- |
| - Préface - Grammaire de l'Académie française - Les Sons et les Signes - Formation des mots - La Proposition - Le Nom - L'Article - Le Pronom - L'Adjectif - Adjectifs déterminatifs - Adjectifs qualificatifs - Le Verbe - La Conjugaison - Verbes irréguliers - Les Modes et les Temps - Les Mots invariables - L'Adverbe - L'Interjection - La Préposition - La Conjonction - La Phrase - Les Propositions subordonnées - La Concordance des Temps - Index |                 |

## Critiques
L'année même de sa parution, le linguiste Ferdinand Brunot, lauréat de l'Académie française et membre de l'Académie des inscriptions et belles-lettres, critique vivement l'ouvrage en publiant ses Observations sur la Grammaire de l'Académie Française. Il relève et commente de nombreuses erreurs. En réaction à ces attaques, Abel Hermant publie dans Le Figaro une série d'articles sous le pseudonyme de « Lancelot » dans lesquels il attaque le linguiste sans pourtant réfuter ses observations,. Camille Aymonier vient également défendre le travail de l'Académie en publiant en 1933 La grammaire de l'Académie française et ses critiques. Cependant l'Académie donne tacitement raison à ses détracteurs en publiant en 1933 une nouvelle édition de sa grammaire dans laquelle sont corrigées les erreurs relevées. Un autre ouvrage est publié par Louis Baudry de Saunier sous le titre Gaîtés et Tristesses de la Grammaire de l'Académie française. Auteur très populaire à l'époque, son livre, largement diffusé, a certainement été beaucoup lu. Toutefois, Baudry de Saunier n'a  aucune compétence en grammaire. Son travail ne fait donc pas autorité en la matière et n'est pas pris au sérieux,. 
L'hostilité envers la grammaire vient aussi de certains académiciens eux-mêmes, notamment Joseph Bédier, pourtant membre de la commission chargée de son élaboration, qui anima l'opposition au sein de l'institution. Dans le Journal de Genève, un académicien anonyme adresse cet épigramme à Abel Hermant : 

« L'Académie endosse une Grammaire
Où voici, par vos soins, condamnés sans appel
Le bon sens, la coutume et son Dictionnaire.
Est-il rien de plus noir que votre astuce, Abel ? »

En réaction à la publication de la grammaire de l'Académie, l'Office de la langue française est créé en 1937 par des linguistes et des hommes de lettres. Il est présidé par Ferdinand Brunot et Paul Valéry (membre de l'Académie française).
Échaudée par les critiques dont cette grammaire a fait l'objet, l'Académie n'en a plus publié d'autre édition.

« Bien qu'elle ait été à l'époque un succès de librairie, cette Grammaire ne s'est pas imposée ; sans reprendre le ton polémique de Ferdinand Brunot qui résumait ainsi son point de vue : « Le papier en est beau, l'impression nette », on ne peut que constater le caractère sommaire et périmé des descriptions et la volonté d'imposer une norme qui tient peu compte du français vivant (« On dit, mais on ne devrait pas : j'ai très soif »). »

— Tristan Hordé

## Annexe